# Rosa beggeriana
Rosa beggeriana — вид рослин з родини розових (Rosaceae); поширений в Ірані, Афганістані, Казахстані, Монголії, Пакистані, північній Індії та північному Китаї. Дуже мінливий вид. Попри це, вид досить легко розпізнати за: дрібними плодами; чашолистками, які часто опадають разом із верхівкою гіпантію; жовтуватими, зазвичай вигнутими й рівномірними колючками; білими, досить дрібними квітками; сильно пилчастими листочками; зеленими й часто злегка сизими стеблами.

## Опис
Кущ до 2(2.5) м заввишки. Молоді гілочки зелені, іноді залиті червоним, зазвичай сизуваті. Колючки зазвичай міцні, поступово розширені до основи, вигнуті, жовтуваті або майже білі, часто попарно біля основи листя, однорідні, рідко змішані з щетиною. Листочків (5)7–9(11), як правило, широко розставлені, не суміжні, довжиною до 3(4) см, еліптичні або яйцюваті, тупі або гострі на верхівці, голі або запушені, від гладких до щільно-залозистих, сильно зубчасті, зуби прості або складні. Прилистки вузькі. Квітки  у щитку або волоті, рідко поодинокі. Квітконіжки тонкі, голі або рідко мало-запушені, гладкі, рідко із залозами. Квітки з приквітками, білі, діаметром 2–3(3.5) см. Чашолистки вузько-ланцетні, прямовисні або висхідні після цвітіння, зазвичай падають разом із верхівкою гіпантію. Плоди шипшини кулясті, рідко яйцюваті, 5–10(15) мм у діаметрі, червоні у зрілому віці.
Період цвітіння: червень — липень.

## Поширення
Він поширений в Ірані, Афганістані, Казахстані, Монголії, Пакистані, північній Індії та північному Китаї.

## Використання
Культивується як декоративна рослина. ЇЇ дрібні пелюстки багаті на аскорбінову кислоту: 8,75% від сухої маси.